# Anders Bording
Anders Christensen Bording (21. januar 1619 – 24. maj 1677) var en dansk digter og journalist.
Anders Bording blev født i Ribe og var søn af Christen Lauridsen Bording. I sine digte mindes Bording sin barndom som munter og sorgløs, skønt den falder i en mørk tid, der må have kastet sine slagskygger over den: Hekseforfølgelserne og tyske indfald under Trediveårskrigen hærgede Ribe, og den i privatlivet herskende råhed og voldsomhed havde afsat blodige spor i digterens egen mødrene slægt.

## Studietid og herregårdsdigter
17 år gammel dimitteredes han fra Ribe Katedralskole, hvorefter han i 1637 blev sendt til Københavns Universitet, og hans vers, deriblandt også nogle latinske, bærer vidne om, at han må have været vel hjemme i tidens klassiske dannelse. Men hans studier afsluttedes først sent ved en lærdomsprøve og førte ham aldrig ad den slagne landevej til nogen borgerlig stilling. Familiens betydelige formue nedsmeltede, så Bording måtte ernære sig selv som huslærer på jyske herregårde, først på Stadsgaard (Constantinsborg) ved Århus, så på Brusgaard ved Randers i den Juulske slægt, til hvis medlemmer han har rettet flere af sine digte. Her synes digteren at have ført et muntert ungdomsliv og skrevet de fleste af sine verdslige Viser i tidens erotiske hyrdestil.
I nogle år havde han tilhold hos sin ligeledes poetisk begavede ældre broder, præsten Laurids Bording i Ulfborg ved Holstebro, men besluttede sig dog nu til at tage magistergraden ved Sorø Akademi 1653. Hans spredte digte havde imidlertid skaffet ham et ry, der bevægede rigsråd Tage Andersen Thott til at tage ham i sit hus i Skåne, hvor den gamle adelsmand gerne så sig omgivet af lærde og dannede klienter, deriblandt også den berømte latindigter og kongelig historiograf Vitus Bering.

## Trængselsår
Da Tage Thott døde 1658, stod Bording hjemløs og ene, og nu begyndte hans trængselsår sammen med fædrelandets trængsler i Svenskekrigen. Han synes med studenterne at have deltaget i Københavns forsvar og blev så 1662 udnævnt til rektor i Slangerup, en stilling, som han dog næppe har egnet sig til, og som han allerede forlod året efter. Derpå førte han i hovedstaden en ynkelig Tilværelse som supplikant og lejlighedspoet, hvilken han selv skildrer i sine Forhaabnings- og Forhalingsgriller, Sendebrevet til rentemester Christoffer Gabel, Æresknuden til generalauditør Poul Tscherning og Den haarde Nøds bønlig Klageskrig til kongen. Men selv i denne elendighed, 
| Citat                              | da han som en betler lå og maatte Klæder leje, | Citat |
| Forhaabnings- og Forhalingsgriller |                                                |       |

 forlod hans lette sind og muntre lune ham ikke, og disse digte hører til hans allerbedste.
Han havde også venner ved hoffet, og i begyndelsen af 1664 opnåede han et kannikeembede som lektor i teologi ved Ribe Domkirke. Men hans ustadige digternatur tillod ham ikke engang at opfylde de få dermed forbundne pligter. Forelæsninger forlangtes ikke mere, efter at præsteuddannelsen fra domkapitlerne var gået over til universitetet; men selv det til lektoratet knyttede præstekald måtte han lade besørge ved vikar, og i sin fødeby følte han sig under de forandrede forhold ikke synderlig vel. Efter et års forløb opgav han
sin stilling og begyndte, hvor han slap, i København.

## Den Danske Mercurius
Her var den nye enevælde i begreb med at indrette sig efter fransk mønster, og fra Frankrig kom også den mærkværdige idé at forherlige den ved en slags hof- og statstidende på vers. Man kastede sine øjne paa Bording, og fra 1666 blev han aflagt med nogle norske tiender for at udgive den første regelmæssige avis, Den Danske Mercurius, i rimede månedsnumre. Hans nærmeste forbillede synes at have været nytårsoversigterne i hamborger-poeten Georg Grefflingers ellers i prosa skrevne Nordischer Mercur. Med dette poetiske fabrikarbejde sled nu Bording sin tid hen indtil sin død, skønt han ved tronskiftet 1670 mistede sine tiender og først et par år efter fik erstatning.
For resten skilte han sig bedre, end man skulle vente, ved den trivielle opgave at sætte hver måneds politiske og andre nyheder på rim med passende virak til den landsfaderlige
styrelse; hans blad synes at have været meget yndet, og han selv nød stort digterry, da han døde 24. maj 1677, ugift og i sin kraftigste alder. Endnu mere voksede dette ry i den følgende tid, da Ole Borch, Thøger Reenberg og Jørgen Jørgensen Sorterup kappes i lovtaler over Bording med Ludvig Holberg, der 
| Citat | . . . ser en Hoben Trøst tit udi Brandtes Viser, et Blad af Bordings Vers mod alle dem dog priser, | Citat |
|       | |       |

 og med Hans Gram i fortalen til Bordings Poetiske Skrifter, da disse første gang bleve samlede 1735 af Frederik Rostgaard og Peder Terpager.

## 1800-tallets syn på Anders Bording
Til forståelse af, at Bording i næsten 100 år kunne indtage ærespladsen på det danske parnas som den, "hvis Navn var Digtekunstens eget", må det erindres, at han optrådte kort efter, at Anders Arrebo havde banet renæssancens nye kunstpoesi vej hos os, og omtrent samtidig med, at Bertel Wichman og Søren Terkelsen fortsatte dens tilegnelse i stadig mere ufri tilslutning til tysk digtning. Poesien opfattedes den gang nærmest som middel til sprogets opdyrkning, og hele vægten blev lagt på dens formelle side i modsætning til middelalderdigtningens plumpe uregelmæssighed. Men Bordings hovedfortrin er nu netop hans overraskende sproglige og metriske lethed, der ligesom med ét slag virkeliggjorde tidens forhåbninger om, at det danske sprog skulde hæve sig lige så højt som de beundrede fremmede. Dernæst er han national i ånd og tone: han udtaler sig med varme om modersmålet og om forpligtelsen til at våge over dets renhed; selv optager han ældre ord og vendinger i stort antal og benytter ved siden af alexandrineren og de kunstige
tyske visemelodier med forkærlighed den gamle firfodede jambe, der giver verset et lettere og friere sving. Han forløfter sig ikke på opgaver, der ligger over hans kræfter, og hvor han holder sig fri for renæssancepoesiens højtidelige stil og oftest falske patos, får hans i og for sig ubetydelige vers en særegen tiltrækning ved den fordringsløshed
og naturlighed, hvormed de er behandlede, så vel som ved det jævne, ægte danske lune, der krydrer dem, og som end ikke lader sig uden vidnesbyrd i Danske Mercurs trættende spalter. Endelig udmærkede Bording sig ved større originalitet end forgængerne, for så vidt disse udelukkende eller dog hovedsagelig havde virket som oversættere.
Dermed er imidlertid også sagt, hvad der kan siges til Bordings ros. Nye tanker og vide syner må vi lige så lidt søge hos ham som egentlig digterisk flugt og inspiration. Hans aandelige Viser står tilbage for Arrebos, endsige for Thomas Kingos, og hans verdslige Viser røber stærk påvirkning af Terkelsens Astrææ Sjungekor og dettes tyske mønstre, også i den gennemgående hyrdetone. Den betydeligste af dem, Phaëtonsvisen, er en ikke overalt lige vellykket efterdigtning efter Ovid. Betegnende for Bording selv som for tidsforholdene i det hele er det, at han i grunden vandt sine laurbær i en aldeles underordnet digtart, lejlighedspoesien. Digteren var den gang så temmelig afskåret fra beskæftigelse med alle højere og ædlere idéer: fædreland og frihed var farlige ord at nævne under den unge enevælde, da nationalfølelsen opslugtes af loyaliteten over for kongen; naturfølelsen er heller ikke stærkt udpræget hos Bording, og erotikken måtte vogte sig for at stride mod Ærbarhed og krøb derfor helst i den fremmede hyrdedragt.
Ved siden af latindigtningen var det udelukkende den religiøse digtning, der nød opmuntring, helst når den som hos Kingo støttedes af en anset stilling; men verdslig poesi på modersmålet havde intet publikum, og den, der som Bording ville leve af sin pen, var ilde stedt endnu langt ned i tiden, som vi se af Ambrosius Stubs og Johannes Ewalds eksempel. Det gjaldt da at finde patroner, som ville lønne digteren, enten direkte med penge eller ved at skaffe ham ophold og livsstilling, og denne nødvendighed påtrykte let poesien et præg af personlig smiger, for ikke at sige kryberi, hvilket Bording ikke var mand for at hæve den ud over. Som adelige herrers afhængige husfælle, som nødlidende supplikant og betalt lejlighedsdigter, til sidst som en slags fast ansat hofpoet har han åbenbart altid taget sig livet let og digtningen ligeså, som en adspredelse eller en indtægtskilde. Derfor blev hans meste poesi "Frydeskrig" ved fyrstelige personers fødsel, hyldning eller bilager, "Cimbriske Nordens Taare" ved deres og "Hjærtesuk" ved andre stormænds død, bryllupsdigte og gravvers, versificerede ansøgninger og taksigelser, ofte i overdrevne, opstyltede udtryk med stadig tilbagevendende opfordringer til havet, bælt og sund om at standse sit løb og afgive tilstrækkelig væde til tårer ved den afdødes båre, eller forsikringer om, at Stevns- og Møns Klint skal flytte sig til Island eller Hessen, før hans minde udslettes.
Bording betegner altså ikke som Arrebo nogen ny epoke i vor digtekunst. Han tog kun lejlighedsdigtningen, som han fandt den, og stemte den en tone højere ved den kvikhed, smag og lethed, som er noget individuelt hos ham, og som han ikke kunde meddele sine efterfølgere. Derimod bearbejdede han sproget for dem og føjede også denne lavere art af poesi ind under den nye kunstdigtnings regler; men derved bidrog han rigtignok sit til, at lejlighedsdigtningens vande efter hans tid i endnu højere grad end før overskyllede hele vor poetiske litteratur.
- Mindetavle på det gamle rådhus i Ribe
- Mindetavle på Den gamle Domskole i Ribe